# Rakov Potok
Rakov Potok is een plaats in de gemeente Samobor in de Kroatische provincie Zagreb. De plaats telt 1.049 inwoners (2001).